# Гулденспорен
«Гулденспоренстадіон» (нід. «Guldensporenstadion») — футбольний стадіон у місті Кортрейк, Бельгія, домашня арена ФК «Кортрейк».
Стадіон побудований 1946 року, відкритий у 1947 році. Вартість будівництва склала 2 млн BEF або €50 000. Арена названа на честь Битви при Куртрі або Битви шпор 1302 року (нідерландською «Guldensporenslag»). У 1988 році старі глядацькі трибуни були знесені, а на їх місці побудовано нові сучасні конструкції для трибун. Це рішення було прийнято після того, як УЄФА ввів нові стандарти безпеки на футбольних стадіонах. Загальна вартість реконструкції склала близько 72 млн BEF або близько € 1,8 млн. По завершенню реконструкції місткість становила 15 000 місць. Протягом наступних років кількість місць скорочувалася і в результаті зменшилася до 6 896 місць. Після реконструкції 2008 року місткість стадіону становить 9 399 місць. 
Поряд зі стадіоном розташована тренувальна база «Кортрейка». На території стадіону розташований ресторан, який безкоштовно приймає власників абонементів стадіону.